# Hildegard Lächert
Hildegard Martha Lächert (Berlino, 20 gennaio 1920 – Berlino, 14 aprile 1995) è stata una militare tedesca, guardia femminile delle SS in diversi campi di concentramento nazisti. Divenne pubblicamente nota per il suo servizio a Ravensbrück, Majdanek e Auschwitz-Birkenau. Dopo la guerra fu condannata a un totale di 27 anni di carcere per il trattamento brutale riservato ai detenuti durante il servizio nel campo, di cui ha scontato quasi dieci.

## Biografia

Hildegard Lächert al processo del 1947

Nell'ottobre 1942, all'età di 22 anni, Hildegard Lächert, fu chiamata in servizio a Majdanek come infermiera arruolata tra le Aufseherin. Nel 1944, dopo la nascita del suo terzo figlio, prestò servizio nel campo di concentramento di Auschwitz. Fuggì dal campo nel dicembre 1944 prima dell'avanzata dell'Armata Rossa. Esistono rapporti che riportano i suoi ultimi lavori di supervisione nel campo di detenzione di Bolzano, nel nord Italia, e nel campo di concentramento di Mauthausen-Gusen in Austria.
Nel novembre 1947, l'ex membro della Schutzstaffel apparve in un'aula di tribunale a Cracovia, insieme ad altre 40 guardie appartenenti alle SS nel processo di Auschwitz. Lächert sedette accanto ad altre tre ex SS, Alice Orlowski, Therese Brandl e Luise Danz. A causa dei suoi crimini di guerra ad Auschwitz e Płaszów, fu condannata a 15 anni di carcere. Lächert fu rilasciata nel 1956 da una prigione di Cracovia. 
Nel 1975, il governo tedesco decise di processare 16 ex guardie SS del campo di concentramento di Majdanek. Lächert fu una di queste insieme a Hermine Braunsteiner e Alice Orlowski. Dal 26 novembre 1975 al 30 giugno 1981, gli imputati furono processati in un'aula del tribunale di Düsseldorf.
Le testimonianze ascoltate sul comportamento sadico di Lächert furono ampie e dettagliate. Un'ex prigioniera, Henryka Ostrowska, testimoniò: "L'abbiamo sempre chiamata la sanguinaria per il fatto che colpisse fino a far sanguinare", dandole il soprannome di Krwawa Brygida (Brigitta la sanguinaria). Molti altri testimoni la definirono la "peggiore" o "la più crudele" Aufseherin, o "la bestia" o "il terrore dei prigionieri". Per la sua responsabilità nelle selezioni per la camera a gas, per aver liberato il suo cane contro i detenuti e per gli abusi più in generale, il tribunale la condannò a 12 anni di reclusione: pena che non fu scontata, dal momento che la sua reclusione in Polonia durò quasi 10 anni oltre il tempo trascorso in custodia cautelare di 5 anni.
Hildegard Lächert è morta nel 1995 a Berlino, all'età di 75 anni.